# Эскобар, Даниэл
Даниэ́л Эскоба́р (англ. Daniel Escobar; 9 апреля 1964 — 13 декабря 2013, Лос-Анджелес) — американский актёр.

## Биография
Окончил Южный методистский университет со степенью бакалавра в области изобразительных искусств, а также стажировался в Шекспировском театре Фолджера в Вашингтоне.
Самой известной ролью актера стал учитель Эскобар в телесериале канала Disney Channel «Лиззи Магуайер» (2001—2002). Он также сыграл более 30 ролей в других сериалах и фильмах. Эскобар был приглашённой звездой в сериалах «Малкольм в центре внимания» (2000), «Дарма и Грег» (1999—2002), «Умерь свой энтузиазм» (2002), «Полиция Нью-Йорка» (1998—2002), «Зачарованные» (2003), «Два с половиной человека» (2003), «Отчаянные домохозяйки» (2009), «Дурман» (2009), «Уитни» (2011) и «Как я встретил вашу маму» (2011), а также снялся в фильмах «Кокаин» (2001), «Мексиканец» (2001), «Лиззи Магуайер» (2003) и «Сострадание к прекрасному» (2010).
В 1993 году Эскобар был награждён Mary Goldwater Award за вклад в театральное искусство, а в 2008 году — Helen Hayes Award в номинации «Лучший актёр второго плана» за роль Вулли Маммота в спектакле She Stoops to Comedy по пьесе Дэвида Гринспена.
Даниэл Эскобар умер 13 декабря 2013 года в больнице Лос-Анджелеса от осложнения сахарного диабета.